# Anne Delaflotte Mehdevi
Anne Delaflotte Mehdevi (née Anne Delaflotte en 1967 à Auxerre) est une écrivaine et relieuse. 

## Biographie

### Enfance et formation
Anne Delaflotte Mehdevi est d’origine bourguignonne. Elle suit des études supérieures dans le domaine du droit international, notamment sur les problèmes d'agriculture, et réalise un séjour à New York. Elle commence une thèse de droit international qu'elle ne terminera jamais. 

### Carrière
Elle s'installe à Prague, dans laquelle son mari a ouvert une librairie, puis décide de devenir relieuse. Elle travaille dans un atelier de reliure sur les hauteurs de la ville, dans le quartier de Vinohrady. 
Elle publie son premier roman en 2009, aux éditions Gaïa, intitulé La relieuse du gué. Il raconte l'histoire de Mathilde qui décide de suivre une intuition en ouvrant un atelier de reliure de livres anciens dans un petit village du sud-ouest de la France. Un jour, un homme lui demande de relier un livre mystérieux et meurt quelques heures plus tard.
Son troisième roman, Sanderling, s'intéresse au monde rural puisque l'histoire se passe dans le Perche. Il raconte l'histoire de Landry, qui attend la venue du sanderling, une sorte de petite bécasse des régions arctiques qui annonce le retour des beaux jours. Elle reçoit le Prix de la Société des Gens de Lettres. Elle devient une écrivaine reconnue, est invitée sur France Culture par Alain Veinstein et à la télévision dans l'émission La grande librairie, et ses ouvrages sont traduits dans de nombreux pays. 
En 2014, elle publie avec Lenka Horňáková Civade, une romancière tchèque vivant en France, un livre de correspondance, Praha-Paříž (Prague-Paris).
En 2015 parait Le portefeuille rouge. Le roman aborde les thèmes de la reliure et de Shakespeare.
En 2020, elle est résidente à la Villa Yourcenar.
En 2022, elle publie Le livre des heures. On y suit une jeune fille qui s’initie à l’art des couleurs dans l’atelier d’enluminure de son père, au XVe siècle à Paris. Il est sélectionné pour le Prix du Livre France Bleu PAGE des libraires 2022,.
En 2024, elle publie Trop humain. Elle y raconte l'histoire de la vieille tenancière du café d'un village, Suzie, qui se lie à un A.V.E, un Auxiliaire de Vie Électronique.

### Vie privée
Elle vit une vingtaine d'année à Prague avant de s'installer à Manosque. Elle est également pianiste et chanteuse lyrique.  

## Œuvre
- 2008 La relieuse du gué, Éditions Gaïa  (ISBN 978-2-84720-175-8)
- 2010 Fugue, Éditions Gaïa  (ISBN 978-2-84720-174-1)
- 2013 Sanderling, Éditions Gaïa  (ISBN 978-2847203295)
- 2014 Entre Seine et Vltava (avec Lenka Horňáková-Civade), éditions Non Lieu  (ISBN 978-2-35270-191-0)
- 2015 Le Portefeuille rouge, Éditions Gaïa  (ISBN 978-2-84720-608-1)
- 2022 Le livre des heures, Éditions Buchet-Chastel  (ISBN 978-2283035849)
- 2024 Trop humain, Éditions Buchet-Chastel  (ISBN 978-2-283-03884-0)

## Prix
- Prix du Premier Roman du Rotary Club Cosne-Sancerre 2009[12]
- Prix Lire Élire 2013 pour la culture et les bibliothèques de toute la Flandre du Nord